# 马修·坎塔库泽努斯
马修·阿森·坎塔库泽努斯（希臘語：Ματθαίος Ασάνης Καντακουζηνός，拉丁化：Matthaios Asanēs Kantakouzēnos，拉丁化："Matey Asen Kantakuzin"，约1325年—1383年6月15日），1353年至1357年间为拜占庭帝国共治皇帝。

## 生平
马修是拜占庭皇帝约翰六世·坎塔库泽努斯之子。由于帮助其父与约翰五世争夺皇位，他于1347年获得色雷斯作为封地。1353年，其父又任命他为共治皇帝。1354年，约翰五世推翻了约翰六世的统治开始亲政，而马修则继续在色雷斯担任共治皇帝。1356年末、1357年初，马修被兹拉马统治者沃伊赫纳击败并被俘。约翰五世遂花钱从沃伊赫纳手中要到了马修。当马修被迫放弃共治皇帝之位后，约翰五世允许他前往摩里亚专制国，投靠其弟曼努埃尔·坎塔库泽努斯。
1380年曼努埃尔去世后，马修继任为摩里亚专制君主。此后约翰五世认命其子狄奥多尔一世·巴列奧略戈斯为摩里亚专制君主。在摩里亚统治权从坎塔库泽努斯家族完全转移到帕里奥洛格斯家族之前，马修曾让位给他的儿子季米特里奥斯。不过很快，狄奥多尔于1383年起完全统治了摩里亚。

## 家庭
马修与其妻伊琳娜于1341年成婚，他们育有的子女包括：
- 约翰·坎塔库泽努斯，专制君主
- 季米特里奥斯·坎塔库泽努斯，至尊者（英语：Sebastokrator）
- 狄奥多拉·坎塔库泽努斯
- 海伦娜·坎塔库泽努斯，嫁给萨洛纳伯爵路易·法里克
- 玛丽亚·坎塔库泽努斯